# Csaterberg
Der Csaterberg (auch Tschaterberg) ist ein Berg in der Marktgemeinde Kohfidisch im Bezirk Oberwart/Südburgenland.

## Geographie und Geologie
Ein Taleinschnitt teilt den südwestlichen Ausläufer des Eisenberges in den höheren Kleincsater (365 m) und den um 24 m niedrigeren Hochcsater (341 m). Die Süd- und Südosthänge des Csaterbergs werden für den Weinbau genutzt, wobei die Nadelwälder der Nord- und Westseite einen natürlichen Schutz gegen kalte Nordwinde bilden.
Das Oberflächengestein des Hoch- und Klein-Csaterberges besteht zum Großteil aus Süßwasseropal in verschiedenen Farbnuancen. Dieses sedimentäre Csaterberg-Limnosilizit ist die Randbildung eines miozänen Süßwassersees, das auf unteres Turolium/unterster Abschnitt des oberen Pannoniums datiert werden kann.

## Freizeitmöglichkeiten, Kultur und Sehenswürdigkeiten
- Wandern rund um den Csaterberg
- den 2015 eröffneten „Literaturweg“ mit zeitgenössischer burgenländischer Literatur entdecken[5]
- Bildstock Heilige Maria mit Kind
- Dreifaltigkeitskapelle: Klein-Csaterberg (auch Hl.-Geistkapelle, Weinkapelle); Die Kapelle wurde im Jahre 1929 erbaut. Der Glockenturm wurde von der Gemeinde Kohfidisch hergestellt.
- Johannes-Kapelle
- Kellerstöckl
- Marienkapelle: (ObjektID: 7741), Hoch-Csaterberg, der kleine barocke Bau aus dem 18. Jahrhundert steht östlich des Ortes in den Weinbergen.
- Steinmuseum:  Eröffnung 2004,  hier werden versteinerte Hölzer, Süßwasseropale sowie Jaspis ausgestellt, die am Csaterberg gefunden wurden.

- Verlobungskapelle: am Kleincsater
- Vinothek

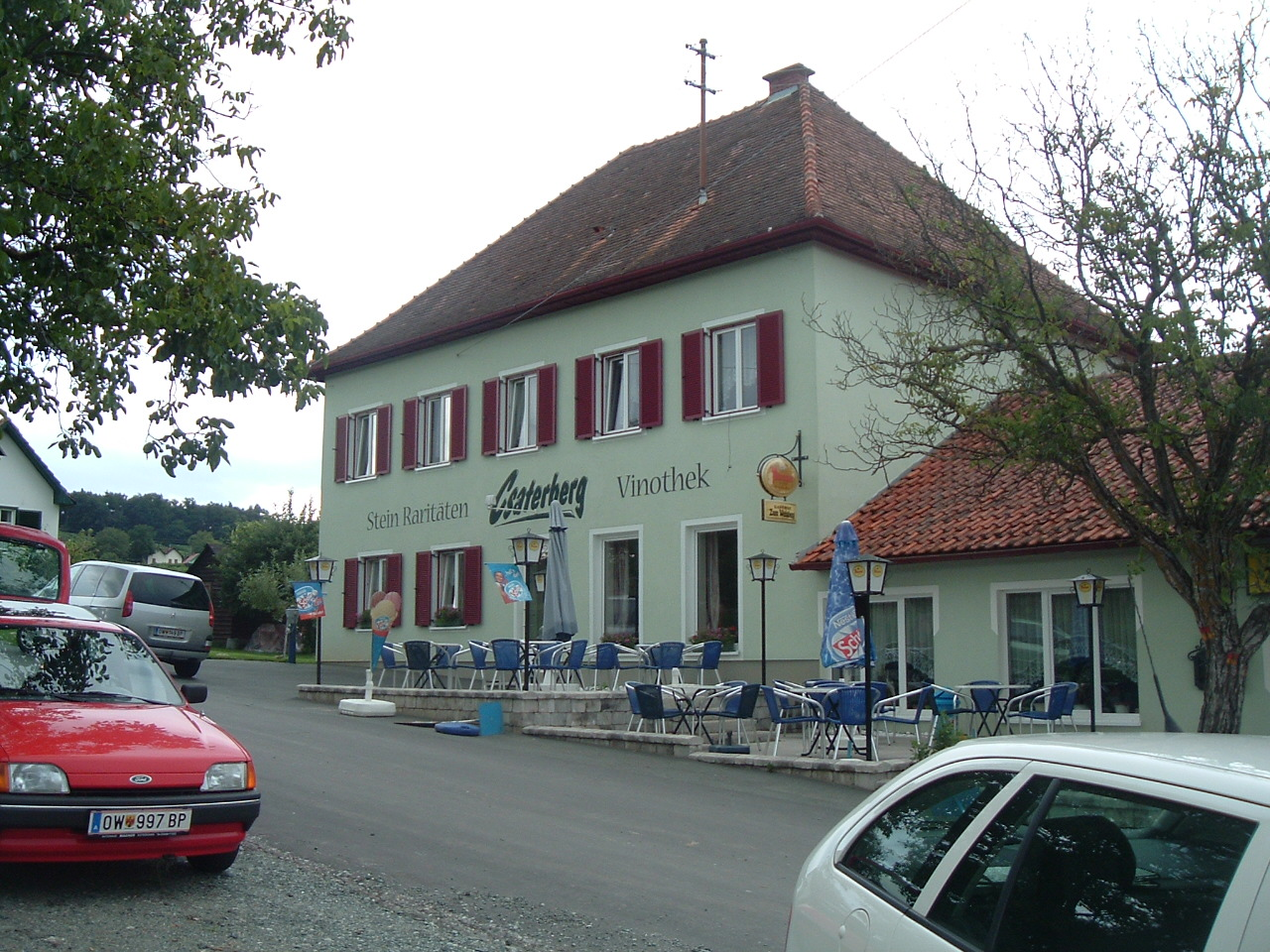
Vinothek und Steinmuseum am Csaterberg

- Römischer Meilenstein: am Csaterberg gefunden, nun bei der Schule von Kohfidisch aufgestellt[6]

## Der Csaterberg in den Medien
Am 26. Oktober 2017 hat der Csaterberg in der ORF-TV-Show 9 Plätze – 9 Schätze das Burgenland repräsentiert.
Der burgenländische Autor Franz Stangl hat den Csaterberg zum Hauptschauplatz in seinen vier im Verlag edition lex liszt 12 erschienenen Kriminalromanen gemacht (Schlachtenberg 2008, Zungen wie von Feuer 2012, Kellergassentod 2017, BURGENland 2022).